# Bradley Pinion
Bradley Alexander Pinion (* 1. Juni 1994 in Concord, North Carolina) ist ein US-amerikanischer American-Football-Spieler, der auf der Position des Punters spielt. Pinion spielte am College für die Clemson Tigers und ist gegenwärtig in der NFL für die Atlanta Falcons tätig. Vorherige Stationen waren die San Francisco 49ers und die Tampa Bay Buccaneers, mit letzterem Team konnte er den Super Bowl LV gewinnen.

## Frühe Jahre
Pinion wuchs in Concord in North Carolina auf. Während seiner Highschool-Zeit wurde er primär als Punter und Kicker eingesetzt. Auf der Position des Punters wurde er 2012 von 247sports.com zum landesweit größten Talent ernannt.

## College
Auf College-Ebene erhielt Pinion Angebote von der Texas Christian University, der University of North Carolina at Chapel Hill, der East Carolina University sowie der Clemson University. Er entschied sich für letztere Universität und wurde ab 2012 somit Teil der Clemson Tigers.
In seiner Freshman-Saison kam er nur vereinzelt zum Einsatz. In 5 Spielen puntete er neun Mal für insgesamt 355 Yards. Clemson erreichte mit zehn Siegen und zwei Niederlagen in der Regular Season den Chick-fil-A Bowl, in welchem die LSU Tigers mit 25:24 besiegt werden konnten.
Zu Beginn seines zweiten Jahres übernahm er die Stammposition als Punter und Kickoff Specialist und kam in allen Spielen der Saison zum Einsatz. Bei 56 Punts kam er auf 2.205 Yards, was wie in der Vorsaison einem Durchschnitt von 39,4 Yards pro Punt entspricht. Erneut standen die Clemson Tigers am Saisonende bei einer Bilanz von zehn Siegen und zwei Niederlagen. Damit qualifizierte man sich für den Orange Bowl, wobei die Tigers mit 40:35 gegen die Ohio State Buckeyes gewinnen konnten.
Als Junior kam Pinion auf 75 Punts für 3.194 Yards, dies bedeutet einen Schnitt von 42,6 Yards pro Punt. Zusätzlich kickte er in zwei Spielen die Extrapunkte für sein Team und war bei allen drei Versuchen erfolgreich. Die Saison schlossen die Tigers mit neun Siegen und drei Niederlagen ab, im anschließenden Russell Athletic Bowl wurde mit 40:6 ein Sieg gegen die Oklahoma Sooners eingefahren.

## NFL
Nach drei Jahren am College entschloss Pinion, sich für den NFL Draft 2015 anzumelden. Dort wurde er in der fünften Runde an 165. Stelle von den San Francisco 49ers ausgewählt und war der einzige Punter seines Jahrgangs, der im Draft gezogen wurde.

### San Francisco 49ers (2015–2018)
Nachdem der bisherige Punter der 49ers, Andy Lee, in der Off-Season zu den Cleveland Browns getradet wurde, war Pinions Kaderplatz gesichert und er wurde als Punter, Kickoff Specialist und Holder eingesetzt. In seiner Rookie-Saison kam er auf 91 Punts für insgesamt 3.969 Yards, was einem Schnitt von 43,6 Yards pro Punt entspricht. Die 49ers verpassten mit elf Niederlagen und fünf Siegen den Einzug in die Play-offs deutlich.
Die Saison 2016 verlief für die 49ers noch schlechter als die vorherige, zwei Siege standen 14 Niederlagen gegenüber. Pinion selbst erzielte in 100 Punts 4.402 Yards und kam somit auf einen Schnitt von 44,0 Yards pro Punt.
In der folgenden Saison kam er auf 75 Punts für 3.255 Yards, was einem Durchschnitt von 43,4 Yards entspricht. Erneut verpassten die 49ers mit sechs Siegen und zehn Niederlagen die Play-offs.
Auch in seinem letzten Jahr bei den 49ers wurden die Play-offs bei vier Siegen und zwölf Niederlagen deutlich verfehlt. Pinion beendete die Saison mit 68 Punts für 2.973 Yards und damit einem Durchschnitt von 43,7 Yards pro Punt. Dabei musste er im Heimspiel gegen die Los Angeles Rams den bisher einzigen geblockten Punt seiner Karriere hinnehmen. Der Ball ging anschließend in der Endzone ins Aus und wurde somit als Safety gegen die 49ers gewertet.

### Tampa Bay Buccaneers (2019–2021)

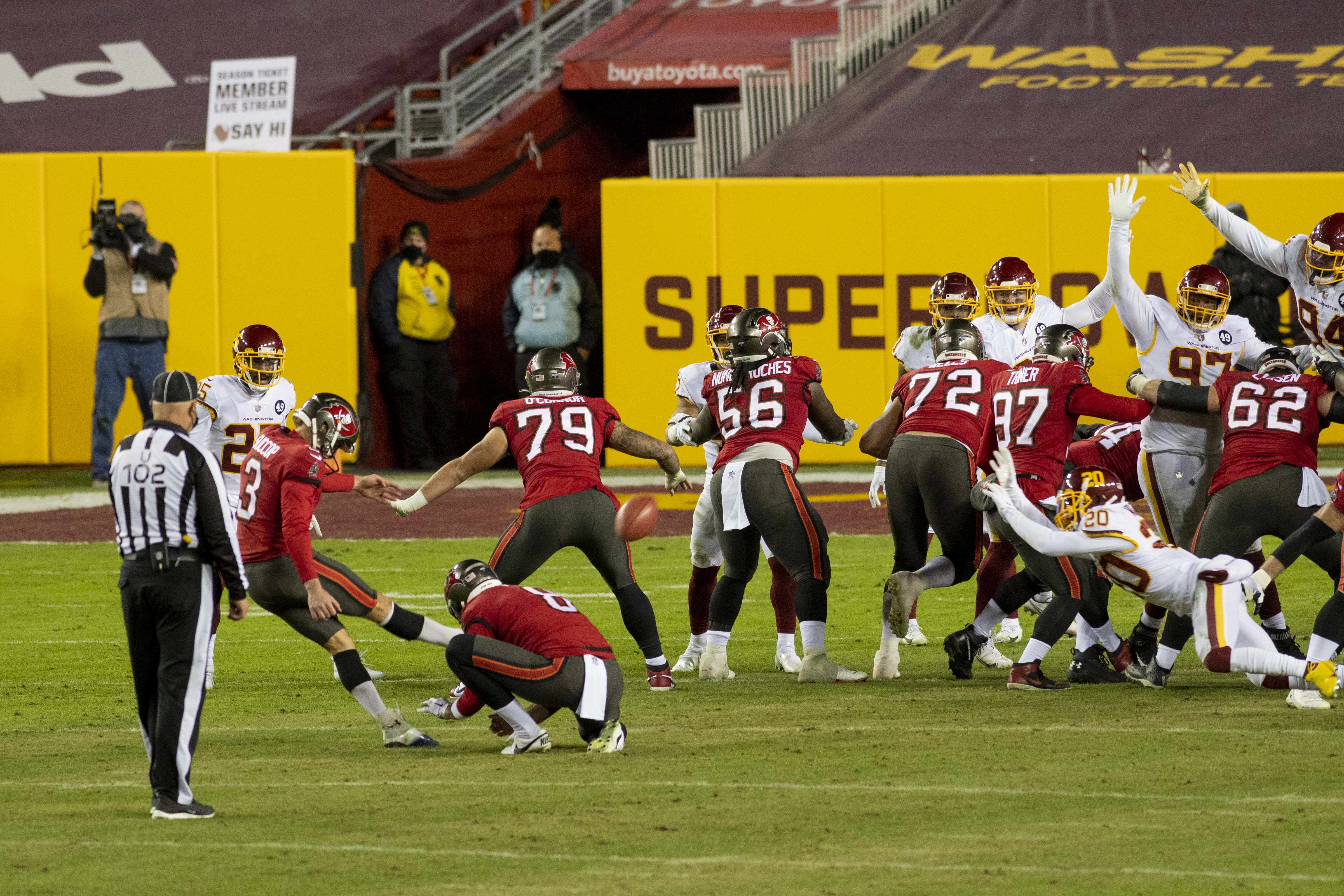
Bradley Pinion (Nr. 8 kniend) als Holder bei einem Field Goal gegen das Washington Football Team in den Play-offs im Januar 2021

Nachdem sein Vertrag bei den 49ers ausgelaufen war, unterschrieb Pinion am 13. Mai 2019 einen Vertrag bei den Tampa Bay Buccaneers, nachdem diese zuvor Bryan Anger entließen. Der Vertrag wurde über vier Jahre angesetzt und konnte Pinion bis zu 11 Millionen US-Dollar einbringen.
In seinem ersten Jahr für die Buccaneers puntete Pinion in 57 Versuchen für 2.464 Yards und kam somit auf 43,2 Yards pro Punt. Mit einer Bilanz von sieben Siegen und neun Niederlagen wurde der Play-off-Einzug verpasst.
Für die Saison 2020 verpflichteten die Buccaneers unter anderem den Star-Quarterback Tom Brady und konnten ihre Bilanz in der Regular Season auf elf Siege und fünf Niederlagen verbessern und somit in die Play-offs einziehen. Nach Siegen über das Washington Football Team, die New Orleans Saints und die Green Bay Packers wurde der Super Bowl LV erreicht. Im heimischen Raymond James Stadium konnte Tampa die Kansas City Chiefs mit 31:9 besiegen und sich somit zum Super-Bowl-Sieger küren. Pinion kam in allen Spielen der Saison zum Einsatz und erzielte in 70 Versuchen einen Raumgewinn von 3.026 Yards, dies bedeutet einen Schnitt von 43,2 Yards.
2021 konnten die Buccaneers erneut in die Play-offs einziehen, nachdem die Regular Season mit 13 Siegen und vier Niederlagen abgeschlossen wurde. Während die Philadelphia Eagles in der Wildcard Round mit 31:15 besiegt werden konnten, verloren die Buccaneers eine Runde später gegen die Los Angeles Rams, den späteren Super-Bowl-Sieger, mit 27:30 und schieden somit aus den Play-offs aus. Pinion selbst kam auf 67 Punts für 2.931 Yards, was 43,7 Yards pro Punt entspricht. Erstmals in seiner Karriere verpasste er dabei zwei NFL-Spiele, da er durch eine COVID-19-Erkrankung sowie eine Hüftverletzung nicht einsatzfähig war. Im Spiel gegen die Miami Dolphins trat Pinion darüber hinaus zu seinem bisher einzigen Field-Goal-Versuch in der NFL an. Der Versuch aus 60 Yards, der mit Ablauf des zweiten Quarters ausgeführt wurde, ging jedoch daneben.
Trotz eines Vertrags mit noch einem Jahr Restlaufzeit wurde Pinion am 22. Juni 2022 von den Buccaneers entlassen.

### Atlanta Falcons (seit 2022)
Am 30. Juni 2022 sicherten sich die Atlanta Falcons die Dienste von Bradley Pinion. Dort unterschrieb er einen Einjahresvertrag, welcher ihm maximal 1,5 Millionen US-Dollar einbringt.
In der Saison 2022 gelang ihm in der Partie gegen die Seattle Seahawks ein Punt über 73 Yards, was seinen bisherigen Karrierebestwert darstellt. Über die gesamte Saison kam Pinion in allen 17 Spielen zum Einsatz und puntete bei 62 Versuchen für 2.845 Yards (45,9 Yards pro Punt). Mit sieben Siegen und zehn Niederlagen in der Regular Season belegten die Falcons den letzten Platz in der NFC South und verpassten den Einzug in die Play-offs somit deutlich.
Am 13. März 2023 einigten sich die Falcons und Pinion am ersten Tag der Free Agency auf einen neuen Vertrag, der bei einer Laufzeit von 3 Jahren bis zu 8,65 Millionen US-Dollar wert ist, hiervon sind 4,325 Millionen US-Dollar garantiert. Erneut spielte Pinion in der Saison 2023 in allen 17 Spielen und stellte mit 47 Yards pro Punt über die Saison gesehen einen persönlichen Bestwert auf. Diese Statistik verteilte sich auf 75 Versuche für insgesamt 3.523 Yards. Für die Falcons endete die Saison abermals mit sieben Siegen und zehn Niederlagen, womit die Play-offs erneut nicht erreicht werden konnten.
Während der Saison 2024 kam er erneut in allen 17 Spielen zum Einsatz und konnte abermals einen Saisondurchschnitt von 47,0 Yards pro Punt erreichen. In dieser Saison trat er zu 47 Punts an und konnte hierbei einen Gewinn von 2.209 Yards erzielen. Die Falcons verpassten erneut die Play-offs und standen am Ende der Regular Season bei acht Siegen und neun Niederlagen.